# جوريس ألفيروف
زوريس ألفيروف (بالإنجليزية: Zhores Ivanovich Alferov ،وبالروسية:Жоре́с Ива́нович Алфёров ) هو فيزيائي روسي. حاز على جائزة نوبل للفيزياء عام 2000 بالمشاركة مع العالم الألماني هربرت كرومر والعالم الأمريكي جاك كيلبي. وكان نصيبه في جائزة نوبل عن "بحوثه الرائدة في مجال فيزياء توليف المواد و تطوير الإلكترونيات."

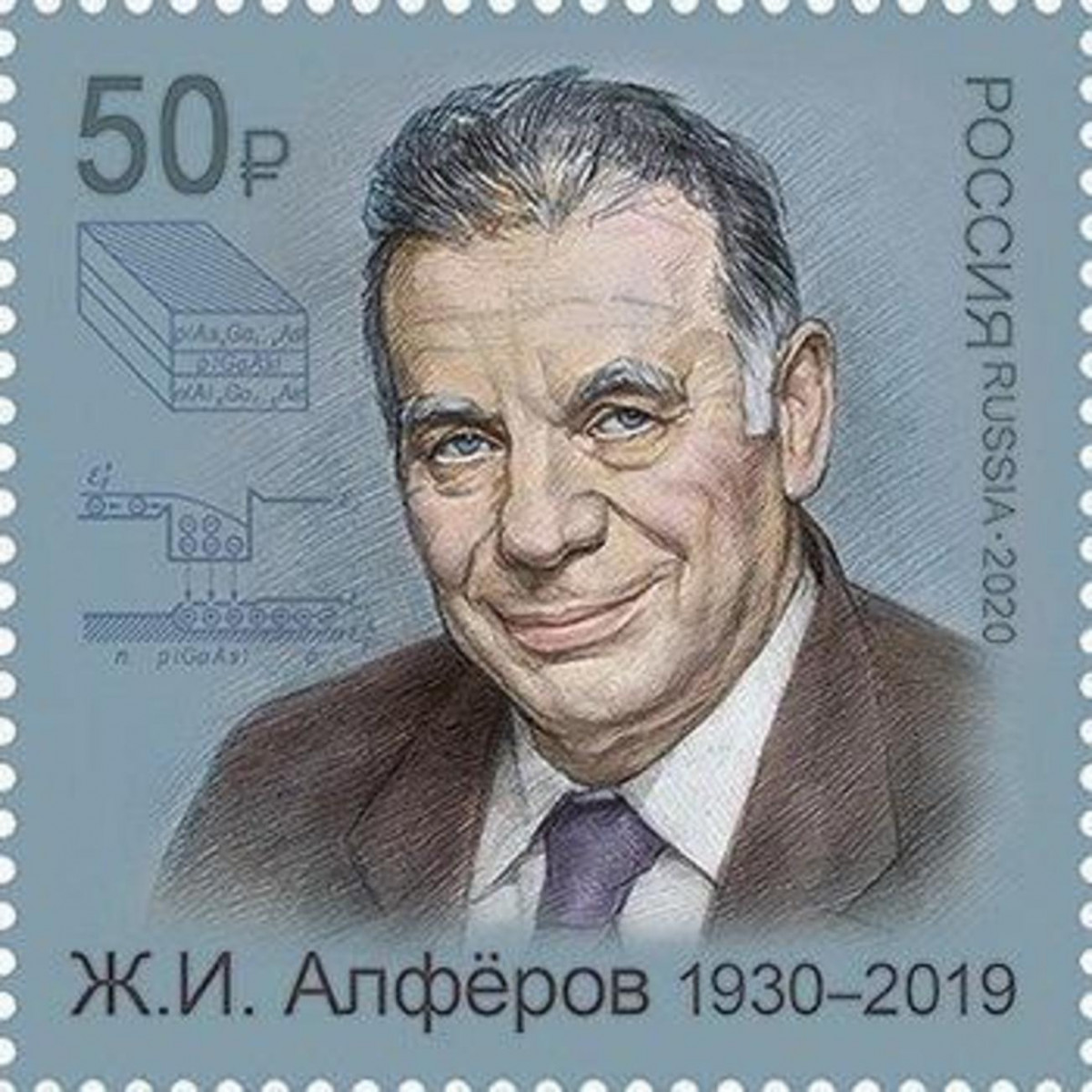
ألفيروف على طابع روسيا لعام 2020

ولد زوريس ألفيروف في 15 مارس 1930، وشارك في الحياة السياسية بروسيا إلى جانب كونه أستاذا للفيزياء، وكان عضوًا في البرلمان الروسي الدوما منذ عام 1995 حتى وفاته سنة 2019.

## روابط خارجية
- زوريس ألفيروف على موقع الموسوعة البريطانية (الإنجليزية)
- زوريس ألفيروف على موقع مونزينجر (الألمانية)
- زوريس ألفيروف على موقع إن إن دي بي (الإنجليزية)